# Климовский сельсовет (Воскресенский район)
Климовский сельсовет — упразднённая административно-территориальная единица, существовавшая на территории Московской губернии и Московской области до 1954 года.
Климовский сельсовет был образован в первые годы советской власти. По данным 1919 года он входил в состав Усмерской волости Бронницкого уезда Московской губернии.
В 1923 году к Климовскому с/с был присоединён Игнатьевский с/с.
По данным 1926 года в состав сельсовета входил 1 населённый пункт — деревня Климово.
В 1929 году Климовский с/с был отнесён к Воскресенскому району Коломенского округа Московской области.
14 июня 1954 года Климовский с/с был упразднён, а его территория передана в Осташовский сельсовет.